# Oksana Kalashnikova
Oksana Kalashnikova (5 de Setembro de 1990) é uma tenista profissional georgiana, seu melhor ranking de N. 158 em simples, e N. 47 em duplas pela WTA.

## WTA e WTA 125 finais

### Duplas: 4 (2-2)
| Campeã — Legenda                             |
| -------------------------------------------- |
| Grand Slam (0–0)                             |
| WTA Tour (0–0)                               |
| Tier I / Premier Mandatory & Premier 5 (0–0) |
| Tier II / Premier (0–0)                      |
| Tier III, IV & V / International (1–1)       |
| WTA 125 series (1–1)                         |

| Títulos por Piso |
| ---------------- |
| Duro (2–2)       |
| Grama (0–0)      |
| Saibro (0–0)     |
| Carpete (0–0)    |

| Posição | N. | Data             | Torneio                                                 | Piso   | Parceira         | Oponentes                             | Placar                |
| ------- | -- | ---------------- | ------------------------------------------------------- | ------ | ---------------- | ------------------------------------- | --------------------- |
| Campeã  | 1. | 11 Novembro 2012 | Royal Indian Open, Pune, Índia                          | Duro   | Nina Bratchikova | Julia Glushko Noppawan Lertcheewakarn | 6–0, 4–6, [10–8]      |
| Campeã  | 2. | 28 Julho 2013    | Baku Cup, Baku, Azerbaijão                              | Duro   | Irina Buryachok  | Eleni Daniilidou Aleksandra Krunić    | 4-6, 7-6(7-3), [10-4] |
| Vice    | 3. | 27 Setembro 2013 | Ningbo International Women's Tennis Open, Ningbo, China | Duro   | Irina Buryachok  | Chan Yung-jan Zhang Shuai             | 2-6, 1-6              |
| Vice    | 4. | 20 Julho 2014    | İstanbul Cup, Istanbul, Turquia                         | Duro   | Paula Kania      | Misaki Doi Elina Svitolina            | 4-6, 0-6              |
| Campeã  | 3. | 19 Julho 2015    | BRD Bucharest Open, Bucareste, Romênia                  | Saibro | Demi Schuurs     | Andreea Mitu Patricia Maria Țig       | 6–2, 6–2              |